# Dulag
Dulag è una municipalità di terza classe delle Filippine, situata nella Provincia di Leyte, nella Regione di Visayas Orientale.
Dulag è formata da 45 baranggay:
- Alegre
- Arado
- Barbo (Pob.)
- Batug
- Bolongtohan
- Bulod
- Buntay (Pob.)
- Cabacungan
- Cabarasan
- Cabato-an
- Calipayan
- Calubian
- Cambula District (Pob.)
- Camitoc
- Camote

- Candao (Pob.)
- Catmonan (Pob.)
- Combis (Pob.)
- Dacay
- Del Carmen
- Del Pilar
- Fatima
- General Roxas
- Highway (Pob.)
- Luan
- Magsaysay
- Maricum
- Market Site (Pob.)
- Rawis
- Rizal

- Romualdez
- Sabang Daguitan
- Salvacion
- San Agustin
- San Antonio
- San Isidro
- San Jose
- San Miguel (Pob.)
- San Rafael
- San Vicente
- Serrano (Pob.)
- Sungi (Pob.)
- Tabu
- Tigbao
- Victory